# Grażyna Biała
Grażyna Biała – polska farmaceutka i farmakolożka, profesor nauk farmaceutycznych. Kierownik Katedry i Zakładu Farmakologii z Farmakodynamiką Uniwersytetu Medycznego w Lublinie i Dziekan Wydziału Farmaceutycznego tej uczelni.

## Życiorys[4]
W 1988 roku ukończyła farmację w Akademii Medycznej w Lublinie. Pracę doktorską obroniła w 1994, habilitowała się w 2006. Tytuł profesora uzyskała w 2010. Wypromowała 8 prac doktorskich.

## Działalność naukowa
Zainteresowania naukowe dotyczą głównie uzależnień w zwierzęcych modelach doświadczalnych. Jest współautorem ponad 100 prac z listy filadelfijskiej, o łącznym współczynniku IF ponad 300. Od 2020 roku jest członkiem Komitetu Nauk Fizjologicznych i Farmakologicznych PAN. Jest także ekspertem w dyscyplinie nauk farmaceutycznych Polskiej Komisji Akredytacyjnej.

## Odznaczenia
- Brązowy Krzyż Zasługi (1997)[9]
- Srebrny Krzyż Zasługi (2023)[10]